# Bermellar
Bermellar és un municipi de la província de Salamanca a la comunitat autònoma de Castella i Lleó. Limita amb Cerralbo a l'Est, Olmedo de Camaces i Lumbrales al Sud, Hinojosa de Duero a l'Oest i Saucelle, Barruecopardo i Saldeana al Nord.

## Demografia
| 1991 | 1996 | 2001 | 2004 |
| ---- | ---- | ---- | ---- |
| 263  | 227  | 208  | 196  |